# Sundsjö distrikt
Sundsjö distrikt är ett distrikt i Bräcke kommun och Jämtlands län. Distriktet ligger omkring Sundsjö i sydöstra Jämtland. 

## Tidigare administrativ tillhörighet
Distriktet inrättades 2016 och utgörs av Sundsjö socken i Bräcke kommun.
Området motsvarar den omfattning Sundsjö församling hade 1999/2000.

## Tätorter och småorter
I Sundsjö distrikt finns tre småorter men inga tätorter. 

### Småorter
- Fanbyn
- Rissna
- Sundsjö